# راجر گرینوی
راجر گرینوی (به انگلیسی: Roger Greenaway) (زاده ۲۳ اوت ۱۹۳۸) خوانندهٔ انگلیسی است.
او قبلاً عضو گروه برادرهود آف من بود.